# Lake Butler (Union megye, Florida)
Lake Butler település az Amerikai Egyesült Államok Florida államában, Union megyében, melynek megyeszékhelye is. Lakosainak száma 1986 fő (2020. április 1.).

## Népesség
A település népességének változása:

| 2010 | 1 897 |
| 2020 | 1 986 |